# HD112412
HD112412 — хімічно пекулярна зоря спектрального класу
F0 й має  видиму зоряну величину в смузі V приблизно  5,5.
Вона  розташована на відстані близько 81,6 світлових років від Сонця.

## Фізичні характеристики
Зоря HD112412 обертається 
порівняно повільно 
навколо своєї осі. Проєкція її екваторіальної швидкості на промінь зору становить  Vsin(i)= 18км/сек.

## Магнітне поле
Спектр даної зорі вказує на наявність магнітного поля у її зоряній атмосфері.
Напруженість повздовжної компоненти поля оціненої з аналізу
становить    1,0±  18,0 Гаус.